# Schwedische Eishockey-Ruhmeshalle
Die Schwedische Eishockey-Ruhmeshalle ist die nationale Eishockey-Ruhmeshalle Schwedens. In dieser werden Spieler, Trainer und Funktionäre geehrt, die sich um den Eishockeysport in Schweden verdient gemacht haben. Die Ruhmeshalle wurde 2011 gegründet. Während der Großteil der Spieler von einem Auswahlkomitee bestimmt wird, können einige auch durch die Allgemeinheit per Abstimmung gewählt werden.

## Mitglieder der Ruhmeshalle
1. Sven Tumba – gewählt am 12. November 2011
2. Lars Björn – gewählt am 9. Februar 2012
3. Börje Salming – gewählt am 9. Februar 2012
4. Anders Hedberg – gewählt am 11. Februar 2012
5. Håkan Loob – per Abstimmung am 11. Februar 2012
6. Ulf Sterner – gewählt am 10. Februar 2012
7. Leif Holmqvist – gewählt am 10. Februar 2012
8. Roland Stoltz – gewählt am 10. Februar 2012
9. Nils Nilsson – gewählt am 10. Februar 2012
10. Mats Näslund – per Abstimmung am 10. Februar 2012
11. Peter Lindmark – per Abstimmung am 1. Mai 2012
12. Raoul Le Mat – gewählt am 17. Mai 2012
13. Carl Abrahamsson – gewählt am 17. Mai 2012
14. Sigfrid Öberg – gewählt am 17. Mai 2012
15. Anton Johanson – gewählt am 17. Mai 2012
16. Arne Johansson – gewählt am 17. Mai 2012
17. Kurt Kjellström – gewählt am 17. Mai 2012
18. Hans Georgii – gewählt am 17. Mai 2012
19. Gustaf Johansson – gewählt am 17. Mai 2012
20. Lennart Svedberg – gewählt am 17. Mai 2012
21. Nils Molander – gewählt am 17. Mai 2012
22. Einar Lundell – gewählt am 17. Mai 2012
23. Ragnar Backström – gewählt am 17. Mai 2012
24. Helge Berglund – gewählt am 17. Mai 2012
25. Åke Andersson – gewählt am 17. Mai 2012
26. Folke Jansson – gewählt am 17. Mai 2012
27. Erik Burman – gewählt am 17. Mai 2012
28. Rudolf Eklöw – gewählt am 17. Mai 2012
29. Lars-Erik Sjöberg – gewählt am 17. Mai 2012
30. Arne Strömberg – gewählt am 17. Mai 2012
31. Thord Flodqvist – gewählt am 17. Mai 2012
32. Birger Holmqvist – gewählt am 17. Mai 2012
33. Anders Andersson – gewählt am 17. Mai 2012
34. Herman Carlson – gewählt am 17. Mai 2012
35. Erik Johansson – gewählt am 17. Mai 2012
36. Axel Sandö – gewählt am 17. Mai 2012
37. Sven Bergqvist – gewählt am 17. Mai 2012
38. Ove Dahlberg – gewählt am 17. Mai 2012
39. Gösta Johansson – gewählt am 17. Mai 2012
40. Gösta Ahlin – gewählt am 17. Mai 2012
41. Stig-Göran Johansson – gewählt am 17. Mai 2012
42. Sven Thunman – gewählt am 17. Mai 2012
43. Holger Nurmela – gewählt am 17. Mai 2012
44. Sigurd Bröms – gewählt am 17. Mai 2012
45. Hans Mild – gewählt am 17. Mai 2012
46. Hans Öberg – gewählt am 17. Mai 2012
47. Åke Lassas – gewählt am 17. Mai 2012
48. Håkan Wickberg – gewählt am 17. Mai 2012
49. Ronald Pettersson – gewählt am 17. Mai 2012
50. Lennart Johansson – gewählt am 17. Mai 2012
51. Eilert Määttä – gewählt am 17. Mai 2012
52. Lars-Eric Lundvall – gewählt am 29. Oktober 2012[1]
53. Kjell Svensson – gewählt am 21. Januar 2013[2]
54. Bert-Olov Nordlander – gewählt am 29. Oktober 2012[3]
55. Bo Tovland – gewählt am 1. Februar 2013[4]
56. Jörgen Jönsson – gewählt am 18. Dezember 2012
57. Tomas Sandström – gewählt am 1. Februar 2013[4]
58. Tomas Jonsson – Inröstad spelare 7. März 2013.[5]
59. Tommy Salo – gewählt am 9. Januar 2013
60. Bengt-Åke Gustafsson – gewählt am 3. Mai 2013[6]
61. Kent Nilsson – gewählt am 3. Mai 2013
62. Anders Carlsson – gewählt am 24. März 2013
63. Rickard Fagerlund – gewählt am 9. Februar 2013
64. Pelle Bergström – gewählt am 18. Dezember 2012
65. Mats Sundin – gewählt am 14. Mai 2013
66. Peter Forsberg- gewählt am 14. Mai 2013[7]
67. Tord Lundström – gewählt am 28. Februar 2014
68. Thomas Rundqvist – gewählt am 28. Februar 2014
69. Jonas Bergqvist – gewählt am 10. April 2014[8]
70. Ulf Dahlén – gewählt am 17. Januar 2014
71. Eje Lindström – gewählt am 17. Januar 2014
72. Markus Näslund – gewählt am  18. April 2014.[9]
73. Mats Waltin – gewählt am 17. Januar 2014
74. Mats Åhlberg – gewählt am 22. August 2014.[10]
75. Dan Söderström – gewählt am 10. Oktober 2014.[11]
76. Jan-Åke Edvinsson – gewählt am 22. August 2014
77. Dag Olsson – gewählt am 22. August 2014
78. Ulf Lindgren – gewählt am 27. Mai 2014
79. Lars Tegnér – gewählt am 22. August 2014
80. Christer Höglund – gewählt am 22. August 2014
81. Viking Harbom – gewählt am 22. August 2014
82. Thure Wickberg – gewählt am 22. August 2014
83. Ruben Rundqvist – gewählt am 22. August 2014
84. Georg Lundberg – gewählt am 22. August 2014
85. Pelle Lindbergh – gewählt am 22. August 2014
86. Arne Grunander – gewählt am 22. August 2014
87. Börje Idenstedt – gewählt am 22. August 2014
88. Kjell Glennert – gewählt am 22. August 2014
89. Curt Berglund – gewählt am 22. August 2014
90. Stig Nilsson – gewählt am 22. August 2014
91. Tommy Sandlin – gewählt am 22. August 2014
92. Bo Berglund – gewählt am 22. August 2014
93. Carlabel Berglund – gewählt am 22. August 2014
94. Sven Nordstrand – gewählt am 22. August 2014
95. Folke Lindström – gewählt am 22. August 2014
96. Stefan Liv – gewählt am 22. August 2014
97. Peter Åslin – gewählt am 22. August 2014
98. Hans Svedberg – gewählt am 22. August 2014
99. Calle Johansson – gewählt am 22. August 2014
100. Nicklas Lidström – gewählt am 22. August 2014
101. Erika Holst – gewählt am 21. März 2015[12]
102. Maria Rooth – gewählt am 22. März 2015[13]
103. Gunilla Andersson – gewählt am 22. März 2015[14]
104. Hans Lindberg – gewählt am 7. April 2015[15]
105. Nils Johansson – gewählt am 3. November 2015[16]
106. Mikael Johansson – gewählt am 6. Februar 2016
107. Ann-Louise Edstrand – gewählt am 6. Februar 2016[17]